# Bruno Ramires
Bruno Edgar Silva Almeida (Salvador, 8 de março de 1995), mais conhecido como Bruno Ramires, é um futebolista brasileiro que atua como volante. Atualmente joga no Amazonas.

## Títulos
Cruzeiro
- Campeonato Brasileiro: 2014

Vitória
- Campeonato Baiano: 2017

Bengaluru
- Copa Durand: 2022[1]

Amazonas
- Campeonato Amazonense: 2025[2]